# Bötzowviertel

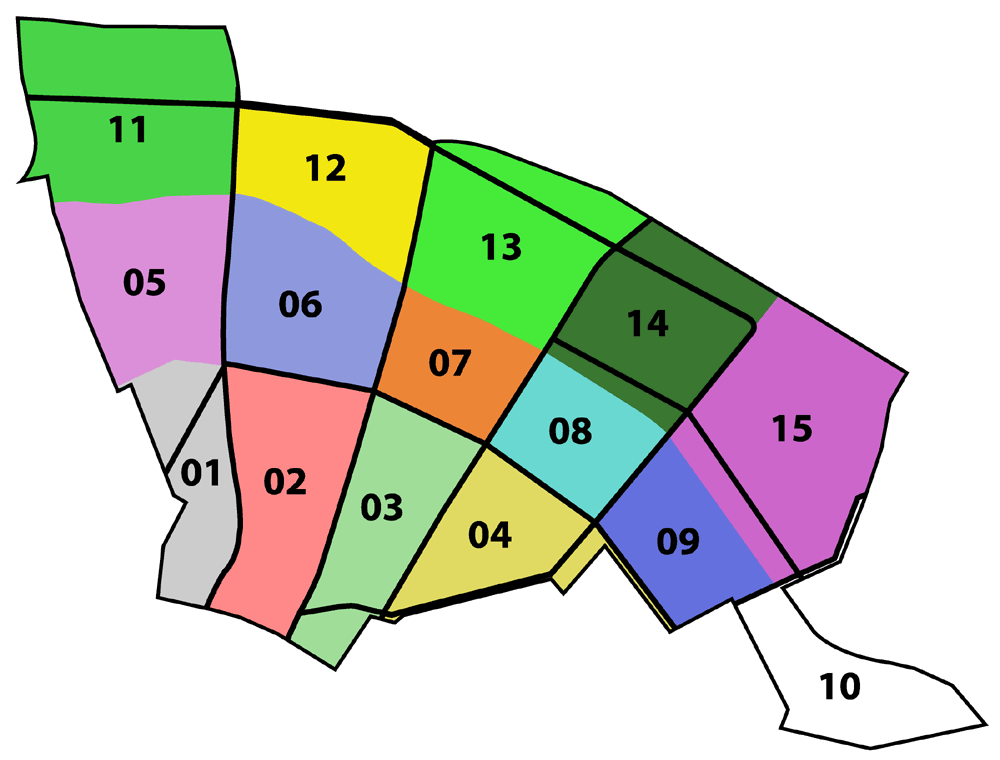
Die Stadtviertel in Prenzlauer Berg; das Bötzowviertel ist gelb mit der Nummer 04 dargestellt

Das Bötzowviertel ist ein Wohnquartier im Berliner Ortsteil Prenzlauer Berg des Bezirks Pankow. Das Quartier liegt im Norden der Königsstadt.

## Lage
Als Bötzowviertel wird die Ortslage zwischen der Danziger Straße im Nordosten, dem Volkspark Friedrichshain im Süden und der Greifswalder Straße im Westen bezeichnet. Im Südwesten befand sich das Königstor. Kern des Viertels ist die namengebende Bötzowstraße. Angrenzende Wohnquartiere sind die Grüne Stadt im Nordosten und das Winsviertel im Westen. Im Süden grenzt das Viertel zudem an den Ortsteil Friedrichshain. Die Eckpunkte des Kiezes sind somit Greifswalder/Danziger Straße (Lage), Danziger/Margarete-Sommer-Straße (Lage), Margarete-Sommer-/ Virchowstraße (Lage), sowie Virchowstraße/Am Friedrichshain (Lage), Am Friedrichshain/Greifswalder Straße (~Königstor) (Lage).
Im Rahmen der Stadtplanung nach lebensweltlichen Räumen ist das Bötzowviertel mit den Plannummern 03 (Bezirk Pankow), 07 (Südlicher Prenzlauer Berg), 16 (Prenzlauer Berg Süd) und 39 (Bötzowstraße) gekennzeichnet. Auf der Ebene des Planungsraums sind dann weitere Daten zugänglich, wie zur Bevölkerungsstruktur. So wohnten zum 31. Dezember 2018 12.738 Bewohner im Viertel, davon 17 % mit ausländischer Staatsangehörigkeit, 9,9 % Deutsche mit und 73,1 % ohne Migrationshintergrund. Nach der Altersstruktur waren 20 % jünger als 18 Jahre, der Anteil der 25- bis 45-Jährigen betrug 38,8 %, der 45- bis 65-Jährigen 28,2 % und der 65- bis 85-Jährigen 6,6 %. Es gab zu diesem Stichtag 86 Bewohner im Lebensalter von 85 bis 90 Jahren, 28 Personen zwischen 90 und 95 und noch 15 über 95-Jährige, was einen Anteil von 2,1 % im Alter über 85 Jahre ergibt. Der Planungsraum umfasst 568.802 m² (2015) die hauptsächlich der Wohnnutzung (56 % als Wohngebiet) dienen, wobei nach der Flächenverteilung 27 % als Straßenland, 4 % für Gemeinbedarfs- und Sondernutzungen, 8 % für Grünflächen und Parks sowie 2 % als Verkehrsfläche ausgewiesen sind, hinzu kommen 0,5 % für Gewerbe-, Industrienutzung und großflächigen Einzelhandel. Eine andere Angabe aus dem Umweltatlas für den Planungsraum sind fünf Photovoltaikanlagen im Kiez mit einer Generatorleistung von 62,5 kWp, das sind 5 Wp/Ew., die Vergleichszahl für den Bezirk Pankow war 0,16 Wp/Ew. (836 Anlagen) und für Berlin mit 5680 Anlagen ergab sich eine Generatorleistung von lediglich 0,04 Wp.

## Geschichte

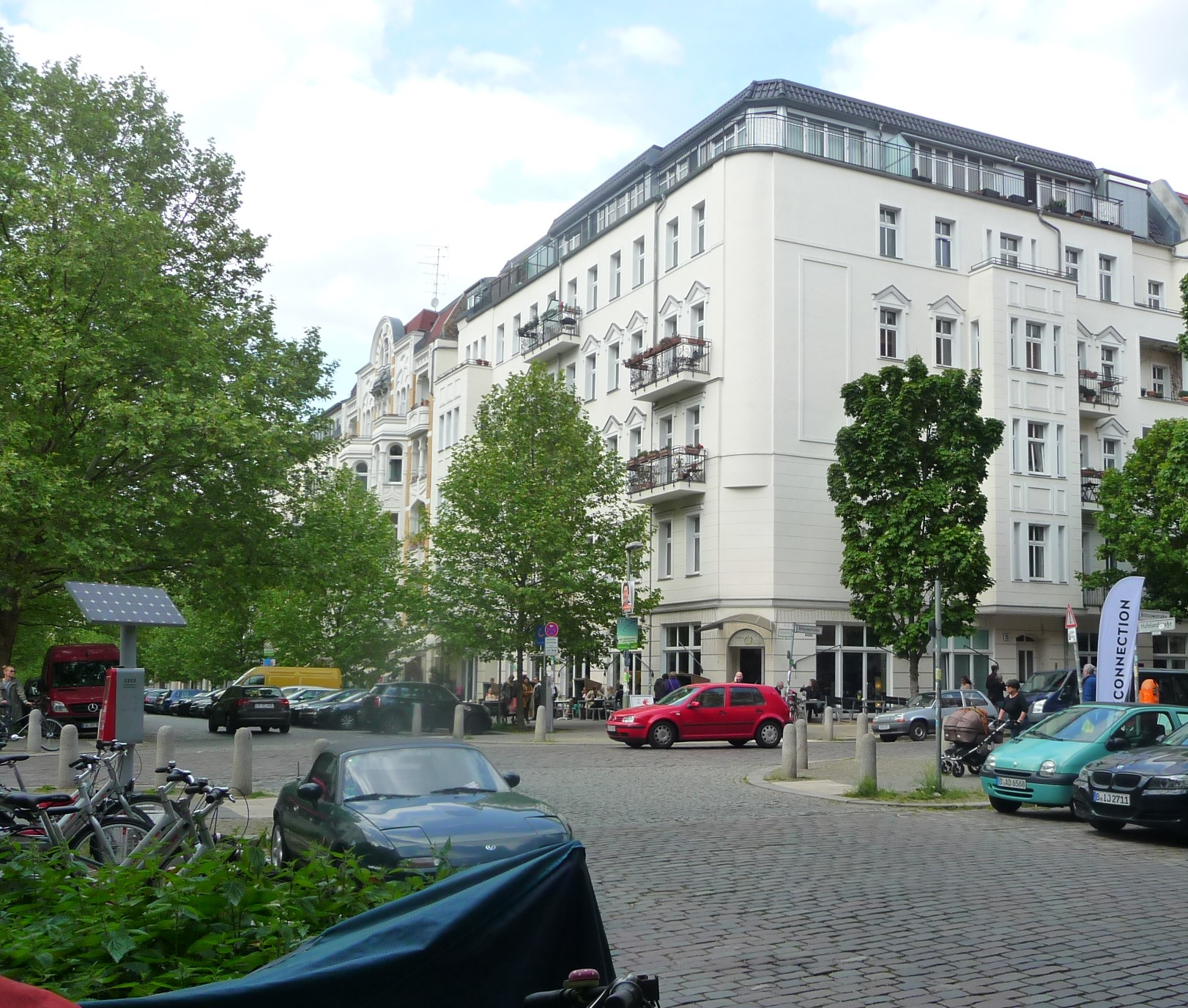
Blick auf die Hufelandstraße Ecke Bötzowstraße im Bötzowviertel

Entstanden ist das Viertel bis 1900 vor dem Königstor auf Ackerland der Großgrundbesitzer-Familie Bötzow – daher der Name des Viertels – an der Ausfallstraße nach Bernau. Die repräsentativen Gründerzeit- und Jugendstilwohnhäuser in Blockrandbebauung entstanden für den Mittelstand. Geprägt war das Viertel vom Arnswalder Platz und in der Straße Am Friedrichshain von den Anwesen der Actien-Brauerei Friedrichshain mit Saalbau und der Brauerei Schneider mit dem großen Biergarten „Schweizer Garten“.

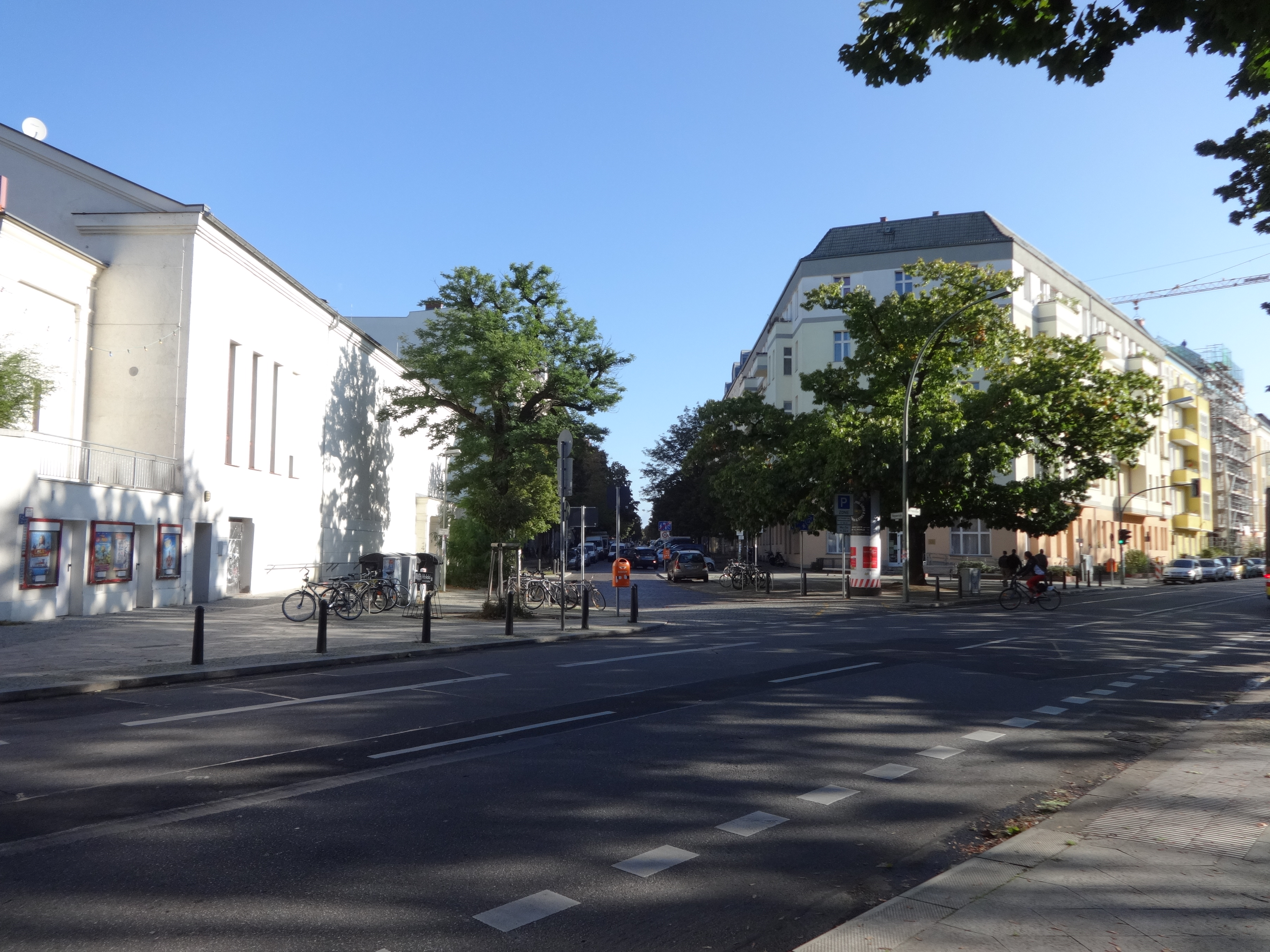
Zugang zum Bötzowviertel mit der Bötzow-Eiche

Den Zweiten Weltkrieg überstand der westliche Teil des Wohngebietes weitgehend unversehrt, der östliche Teil hatte erhebliche Verluste zu verzeichnen und wurde neu bebaut. Das Viertel verfiel in der DDR aber zunehmend. Nach der politischen Wende wurde es zum Sanierungsgebiet. Der historische Saalbau Friedrichshain, in dem es am 22. Januar 1931 auf einer Versammlung zu einem Rededuell zwischen Walter Ulbricht und Joseph Goebbels gekommen war, wurde abgerissen. Hier wie auch auf dem Gelände der Brauerei Schneider ist nach der Wiedervereinigung das Wohnquartier Prenzlauer Gärten entstanden, eine Siedlung von 60 neoklassizistischen Stadthäusern. Mehrere Gebäude stehen unter Denkmalschutz, wie das 1924/1925 erbaute Filmtheater am Friedrichshain und die Kurt-Schwitters-Schule sowie der Arnswalder Platz. In den 2000er und 2010er Jahren kam es im Bötzowviertel – wie auch in großen Teilen von Prenzlauer Berg – zu einer starken Gentrifizierung.
Im Bötzowviertel spielen die Romane Königstorkinder von Alexander Osang und Hufeland, Ecke Bötzow von Lea Streisand.

## Straßen und Plätze im Bötzowviertel
Wegen seiner ruhigen, doch zentralen Lage, seiner vielfach erhalten gebliebenen Gründerzeitarchitektur und seiner Nähe zum Volkspark Friedrichshain ist das Bötzowviertel eine der bevorzugten Wohnlagen Berlins. Sie umfasst die folgenden Verkehrswege:
- Am Friedrichshain
- Am Schweizer Garten
- Arnswalder Platz (1937–1947: Hellmannplatz)
- Bötzowstraße
- Dietrich-Bonhoeffer-Straße (vor 1974: Woldenberger Straße)
- Esmarchstraße
- Hans-Otto-Straße (vor 1974: Braunsberger Straße)
- Hufelandstraße
- Käthe-Niederkirchner-Straße (vor 1974: Lippehner Straße)
- Liselotte-Herrmann-Straße (vor 1974: Allensteiner Straße)
- Pasteurstraße
- Kniprodestraße, sie verlängert die Straße Am Friedrichshain, ab Mitte der 1960er Jahre bis in die 1990er Jahre als Artur-Becker-Straße, der Straßenzug verläuft nach Nordosten über die Danziger Straße und die Ringbahn weiter

In dem vorwiegend mit Wohnhäusern bebauten Bötzowviertel befindet sich die Homer-Schule (Pasteurstraße 10/12). Die Kurt-Schwitters-Schule (Hauptgebäude: Greifswalder Straße 25) hat ihre Filiale / 2. Haus in der Bötzowstraße 49. Diese ist eine integrierte Sekundarschule mit gymnasialer Oberstufe. Lange Tradition im Kiez hat das (vormals) Sct. Katharinen-Stift, in dem sich das Katholische Schulzentrum „Edith Stein“ (Greifswalder Straße 18a) befindet. Mit dem Ausbau des Kiezes entstand ein imposanter Backsteinbau an der Nordseite der Pasteurstraße Pasteurstraße 7–11 wurde 2012/2017 das alte Schulgebäude modernisiert, sodass 2018 das Felix-Mendelssohn-Bartholdy-Gymnasium (Eugen-Schönhaar-Straße 18) das Haus 2 des FMBG erhielt.
Außerdem gibt es im Kiez drei Kitas (Hans-Otto-Straße 40a, 40b und Am Friedrichshain 18a). Das 2015 neu eröffnete Jugendfreizeitheim des Humanistischen Verbandes befindet sich in der Pasteurstraße 22. Zu den kulturellen Einrichtungen gehören die Tucholsky-Bibliothek (Esmarchstraße) und das Haus der Demokratie und Menschenrechte (Greifswalder Straße 4), das seinen Ursprung mit den Bürgerbewegungen in der Wendezeit des Jahres 1989 als „materielle Basis“ nahm. Das Grundstück Am Friedrichshain 16–23 gehörte zur Actien-Brauerei. An diesem Standort vom Saalbau Friedrichshain wurde nach 1990 wieder das Kinotheater eingerichtet.

## Denkmale und Erinnerungsstätten

### Kulturdenkmale
Im Bötzowviertel befinden sich mehrere Mietshäuser der Ostseite der Greifswalder Straße unter den Berliner Baudenkmalen und weitere Gebäude.
- Filmtheater am Friedrichshain (Bötzowstraße 1–5 Lage).[29] Der Saalbau wurde durch eine Wohnbebauung ersetzt.
- 228. und 279. Gemeindeschule (Pasteurstraße 10, 12, Esmarchstraße 18 Lage).[30] Gesamtanlage Schule und Lehrerwohnhaus
- 257. und 294. Gemeindeschule und 8. Hilfsschule (Bötzowstraße 11 Lage)[31] sowie Ensemble Schule Bötzowstraße 11[32]
- Königstädtische Oberrealschule (Pasteurstraße 7, 9, 11 Lage)[33]
- Königstädtisches Lyzeum (Greifswalder Straße 25 Lage). Lehrerwohnhaus, Schule, Einfriedung[34]

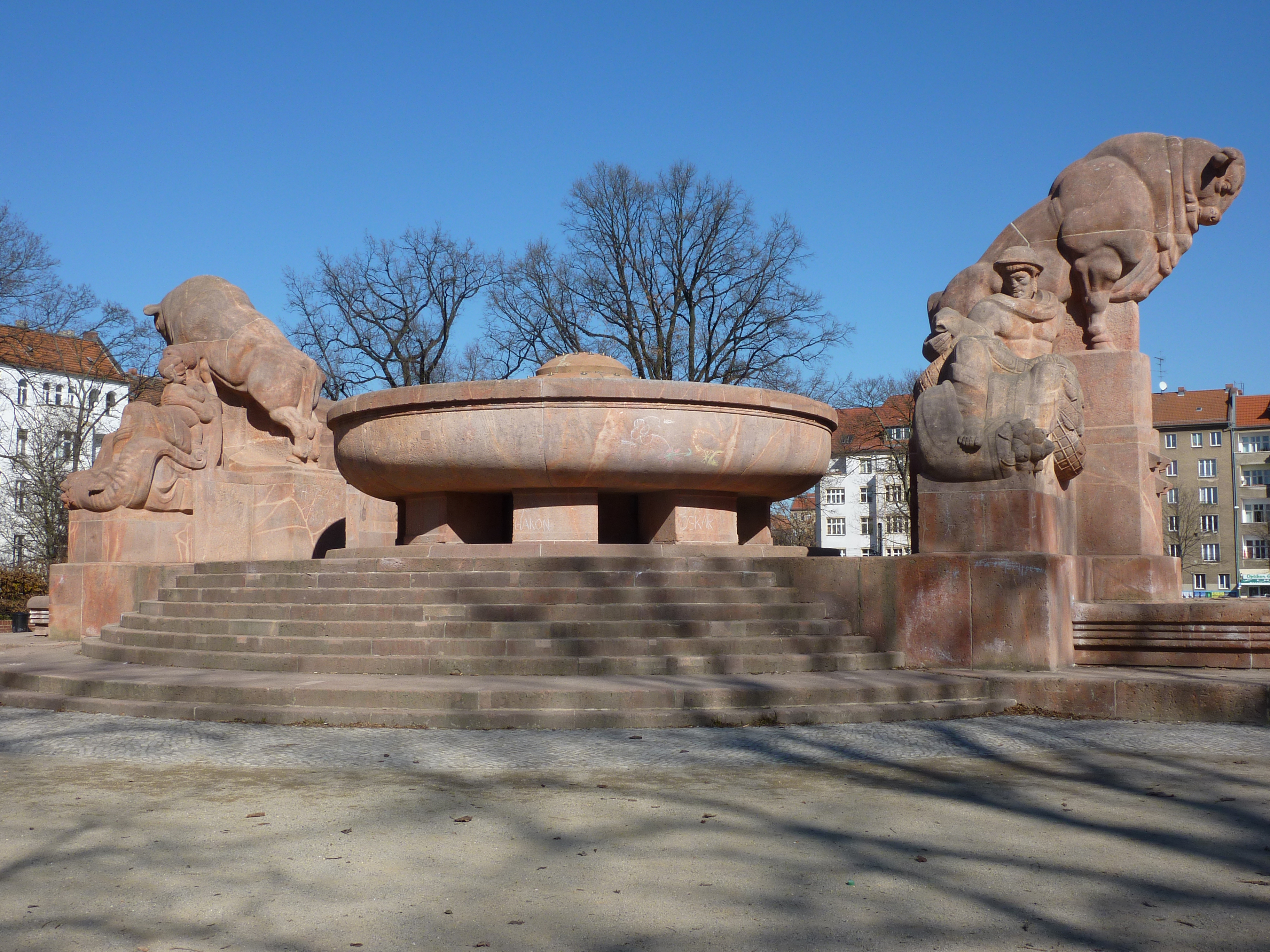
Stierbrunnen auf dem Arnswalder Platz

- Stierbrunnen auf dem Arnswalder Platz Fruchtbarkeitsbrunnen („Stierbrunnen“)[35]
- Gartendenkmal, Stadtplatz: Arnswalder Platz[36]
- Gustmannscher Bierkeller (Greifswalder Straße 24 Lage)[37]
- Mietshaus Bötzowstraße 4[38]
- Mietshaus Bötzowstraße 6[39]
- Mietshaus Bötzowstraße 9[40]
- Mietshaus Greifswalder Straße 13[41]
- Mietshaus Greifswalder Straße 14[42]
- Mietshaus Greifswalder Straße 19[43]
- Mietshaus Greifswalder Straße 20[44]
- Mietshaus, Remise, Stall Greifswalder Straße 21[45]
- Mietshaus Greifswalder Straße 22[46]

### Stolpersteine
Für 47 deportierte Juden wurden Stolpersteine im Kiez verlegt:
- Bötzowstraße 10: 3 Personen[47]
- Bötzowstraße 20: 2 Personen[48]
- Bötzowstraße 53 für Hans Salomon Landshut (1897–1944)
- Bötzowstraße 60: 4 Personen[49]
- Greifswalder Straße 33: 2 Personen[50] Stolpersteine für Max und Meta Behrendt, am 12. November 2021 im Rahmen eines Projekts der Heinz-Brandt-Schule zusammen mit Frau Janke verlegt in der Hufelandstraße 47.[51]

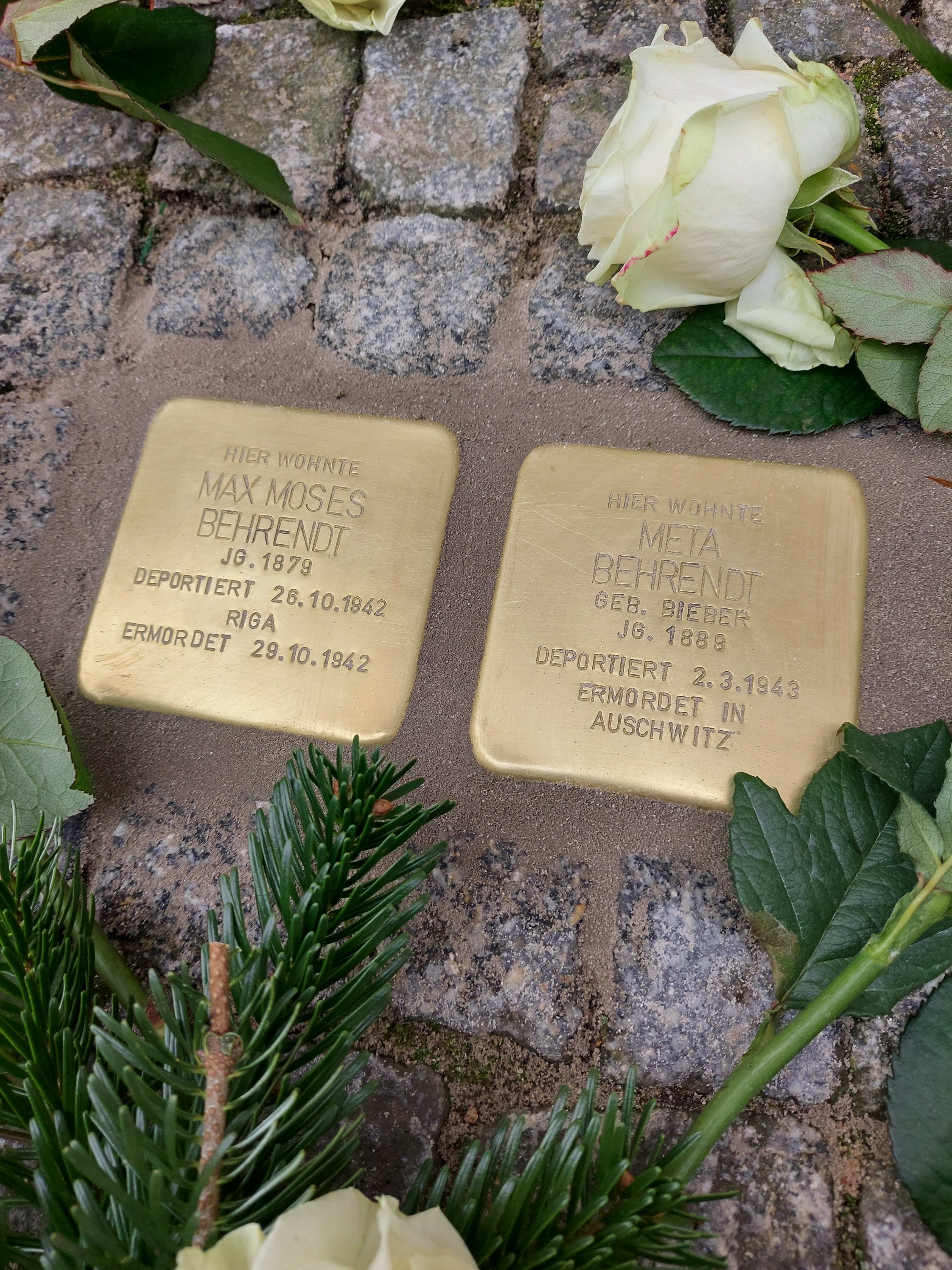
Stolpersteine für Max und Meta Behrendt, am 12. November 2021 im Rahmen eines Projekts der Heinz-Brandt-Schule zusammen mit Frau Janke verlegt in der Hufelandstraße 47.

- Greifswalder Straße 36: 3 Personen[52]
- Greifswalder Straße 43a: 5 Personen[53]
- Hans-Otto-Straße 11, früher: Braunsberger Straße 51, für Irma Guter (1907–1944)
- Hufelandstraße 5, früher: Hufelandstraße 48: 2 Personen[54]
- Hufelandstraße 20, früher Hufelandstraße 10: für Hermann Levy (1875–1944)
- Hufelandstraße 31, früher Hufelandstraße 35: für Gerhard Levy (1931–1943)
- Hufelandstraße 35, früher Hufelandstraße 33: 2 Personen[55]
- Hufelandstraße 37, früher: Hufelandstraße 32: 2 Personen[56]
- Hufelandstraße 47: Max Behrendt (1879–1942) und Meta Behrendt (1889–1943)
- Käthe-Niederkirchner-Straße 6, früher: Lippehner Straße: 3 Personen[57]
- Käthe-Niederkirchner-Straße 25, früher: Lippehner Straße: 2 Personen[58]
- Käthe-Niederkirchner-Straße 36, früher: Lippehner Straße: 2 Personen[59]
- Liselotte-Herrmann-Straße 28, früher: Allensteiner Straße 27, für Else Lewkonja (1880–?)
- Pasteurstraße 24, früher: Pasteurstraße 11: 7 Personen[60]
- Am Friedrichshain 14 für Georg Stolt (1879–1934)

Am Haus Käthe-Niederkirchner-Straße 35 (früher: Lippehner Straße) wurde am 12. Mai 2019 eine Gedenktafel in Form einer Stillen Klingelanlage für 83 ehemalige jüdische Hausbewohner angebracht. Von diesen wurden 65 in Ghettos und Konzentrationslagern umgebracht, fünf entkamen der Deportation durch Selbstmord, nur acht konnten noch rechtzeitig das Land verlassen und fünf starben eines natürlichen Todes.

## Werneuchener Wiese

### Ruinenfläche wird zur Grünanlage

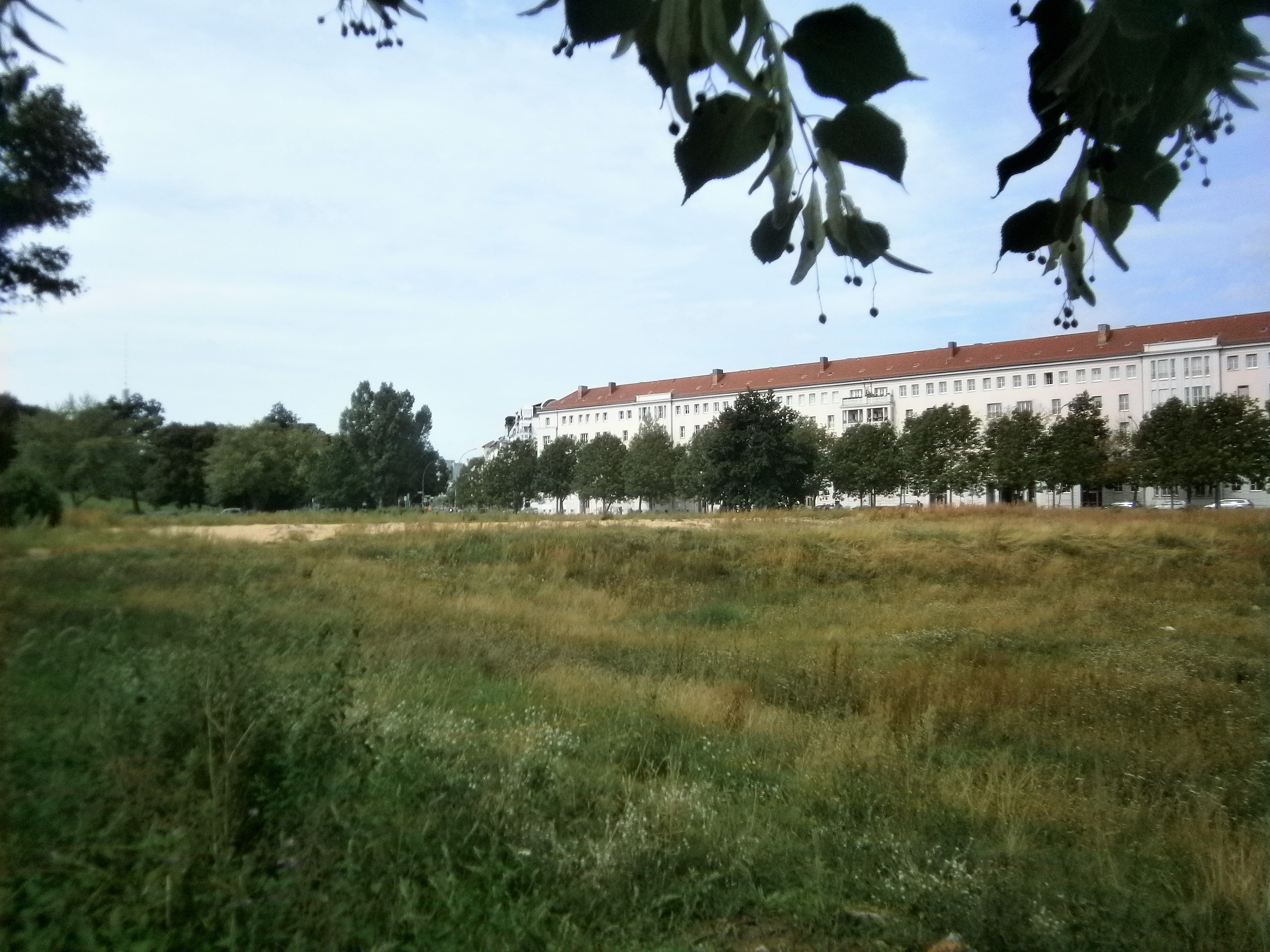
Blick Richtung Kniprodestraße

Bebauung des Gebietes der Werneuchener Wiese (1929)

Das südöstlich der Kniprodestraße gelegene Quartier, seit dem Ende des Zweiten Weltkriegs überwiegend Brachfläche und Tankstelle – vor 1945 begrenzt von Kniprode-, Elbinger, Werneuchener (seit 1993: Margarete-Sommer-Straße) und Virchowstraße und geteilt durch die Bardelebenstraße – wurde als Teil von Prenzlauer Berg (Verwaltungsbezirk IV) in der Königstadt, ebenso wie der Kiez zur Greifswalder Straße, bis 1900 mit Mietskasernen bebaut. Zwischen 1880 und 1890 entstanden auf dem Areal 1500 Wohnungen in 48 fünfgeschossigen Mietshäusern, die bis zu drei Hinterhöfe aufwiesen.
Im Ergebnis des Zweiten Weltkriegs wurde die Bebauung auf der Fläche östlich der Kniprodestraße (1965–1990: Artur-Becker-Straße) durch Bombardement 1944 getroffen. Die völlige Zerstörung erfolgte noch im April 1945, als die Waffen-SS die Wohnhäuser sprengte, um freies Schussfeld vom Flakbunker im Friedrichshain auf die von Norden in die Innenstadt vorrückende Rote Armee zu haben. Gegenüber vom Friedrichshain entstanden um 1950 neue Wohnbauten. Nachdem die Ruinen (Tote Stadt) Ende der 1940er Jahre im Ortsteil Prenzlauer Berg zwischen Danziger Straße (seinerzeit: Dimitroffstraße), Margarete-Sommer-Straße (damals: Werneuchener Straße) und Virchowstraße beräumt waren, verblieb am  Ostrand des Bötzowviertels  eine brache Fläche, die einen halbamtlichen Namen als Werneuchener Wiese erhielt. Diese grenzte im Nachbarbezirk an den „Sportplatz im Friedrichshain“, wo 1955 das Karl-Friedrich-Friesen-Schwimmstadion entstand. 1953 gab es Planungen die Werneuchener Wiese für die Sportanlage zu nutzen. Die Bezirksgrenze blieb jedoch unverändert. Der Bau eines 130 Meter hohen Fernsehturms in den Müggelbergen wurde 1954 abgebrochen. 1957 geriet die Werneuchener Wiese als Standort des Fernsehturms in die Planung, wurde aber durch den mehr zentralen Standort am Alexanderplatz obsolet. 1981 verkündete FDJ-Chef Egon Krenz auf dem XI. FDJ-Parlament den Willen für ein Haus der Jugend an dieser Stelle. Mitte Juli 1987 wurde das Projekt öffentlich vorgestellt: Konzert- und Kinosäle, Galerien, Diskothek, Springbrunnen, begrünte und begehbare Dachflächen, ein Jugendhotel, eine Bibliothek. Für 1991 war die Fertigstellung geplant. Bauarbeiter gruben in die Tiefe und begannen Fundamente zu gießen. Doch dann wurde das Geld gestrichen. Das Areal war bis 1950 von Trümmern beräumt, aber nicht tiefenenttrümmert worden, mit der Baugrube ist dies teilweise erfolgt.

### Neue Bebauungs- und Gestaltungspläne
Mit der deutschen Wiedervereinigung wurden Planungen für die Grundstücke am Rande von Prenzlauer Berg (seit 2001: Bezirk Pankow) verworfen, bis in die 2010er Jahre blieb alles offen. Die 1969 errichtete Tankstelle an der Danziger Straße (vorher: Dimitroffstraße) blieb bestehen und das Grundstück an der Nordostecke des Areals gehört nicht in die Planungshoheit des Bezirks.
Die gern als Drachenwiese genutzte Fläche war seit dem Planungswechsel 1990 Baufläche einer Ausweich-Kaufhalle. Geplant war eine Feuerwache. Genutzt wurde der Standort von Wanderzirkussen und für Freizeitgestaltungen (Traglufthalle, Volleyball, Hüpfburgen). Für eine Townhouse-Wohnanlage am Friedrichshain hatte sich der Träger des im Viertel benachbarten Schweizer Gartens beworben.
Nach einem Plan der Fraktion der Grünen in der BVV sollten die umlaufenden Straßen zwischen Wiese und Volkspark Friedrichshain 2020 entwidmet und entsiegelt werden. Diese unbebaute Fläche des Bezirks Pankow entwickelte sich zum gesuchten Planungsgebiet. Auch kam die Planung für eine Flüchtlingsunterkunft hinzu.
Erste Entwürfe bestanden bereits seit 2009 für einen Schulausweichbau, um Baufreiheit für die dringende Sanierung von Schulen im Kiez zu haben. Für maximal zehn Jahre soll im Süden der Werneuchener Wiese ein Schulbau für 600 Schüler entstehen.
Der verbleibende größere Wiesenbereich wäre dann Sportfläche für die Schule, Bürgerwiese und Grünfläche mit Sport- und Freizeitangeboten oder Raum für Gemeinschaftsgärten.
2021 begannen die Planierungsarbeiten für die Grünfläche an der Ecke Kniprode-/Virchowstraße und den Baugrund des Interims-Schulgebäudes, das für rund 800 Schüler ausgelegt wird. Laut Informationen des Bezirksamts Pankow, soll „bereits ab Juni 2023 bis Ende 2025 das Felix-Mendelssohn-Bartholdy-Gymnasium“ die Räume als Schuldrehscheibe nutzen. Anschließend können die Schüler des Gymnasiums am Europapark dort einziehen, gefolgt von den Schulensembles Kurt Schwitters und Tesla-Schule (bis Oktober 2031). Das Bauwerk wird aus leichten Holzmodulen bestehen und seine Errichtung ist mit 32 Millionen Euro angesetzt.
Im Mai 2023 soll die 2500 m² große Grünanlage als Sport-, Spiel- und Freiezeitfläche fertiggestellt und eingeweiht werden. Dafür sind Fördermittel aus dem Berliner Städtebau geplant.
Zur Pflege und Aufbesserung des Ehrenhains stehen 400.000 Euro zur Verfügung. Die Gestaltung aller Grünanlagen liegt in der Verantwortung der Gartenarchitektin Brigitte Gehrcke, die Wert darauf legt, dass alle Neupflanzungen langfristig erhalten bleiben, deshalb will sie Blumen und niedrige Büsche auf einem Hochbeet im Zentrum des neuen Platzes anordnen.

### Ehrenhain
Am Südstreifen der Werneuchener Wiese (20 Meter zur Virchowstraße) befindet sich ein mit (Stand: 2022) Hainbuchen-Hecken eingegrenzter Ehrenhain, in dem in den 1990er Jahren zwei Eichen gepflanzt wurden. 1995 wurde anlässlich der im Jahr 1870 erfolgten Gründung einer Deputation für städtische Park- und Gartenanlagen eine Eiche für Gustav Meyer als Landschaftsplaner gepflanzt, der als städtischer Gartenbaudirektor den Volkspark gestaltete. Eine zweite Pflanzung erfolgte 1997 aus Anlass der 1822 erfolgten Gründung des Vereins zur Beförderung des Gartenbaues im preußischen Staate. Diese Eiche ist mit Peter Joseph Lenné verbunden, der Ideengeber des Volksparks war. Zu beiden Bäumen auf dem Wiesengelände wurden Bronzetafeln auf hellgrauen Granitsockeln gesetzt, die jeweils Würfel mit einem Meter Seitenlänge sind. Die Tafeln auf der Oberseite enthalten einen Text, aus dem der Anlass der Ehrung zu ersehen ist. Die beiden Eichen stehen 30 Meter von der Virchowstraße entfernt. Allerdings blieben die Gedenksteine etliche Jahre unbemerkt und versanken in der Erde, erst ein Neu-Prenzelberger entdeckte sie wieder und sorgte für die Freilegung und Aufarbeitung.
- An der südwestlichen Ecke der Werneuchener Wiese steht (30 Meter von der Kniprodestraße Lage) die Gustav-Meyer-Eiche und daneben die Gedenktafel für ihn und die Vereinsgründung.[88]
- An der südöstlichen Ecke der Wiesenfläche (30 Meter zur Margarete-Sommer-Straße Lage) unweit vom Volkspark Friedrichshain wurde die „Peter-Joseph-Lenné-Eiche“ gepflanzt. Die Gedenktafel verweist auf ihn als Mitbegründer des Vereins zur „Beförderung des Gartenbaues im Preussischen Staate“ und seine aktive Rolle in der Deutschen Gartenbaugesellschaft.[89]

Erinnerungs-Eichen auf der Werneuchener Wiese – parallel zur Virchowstraße
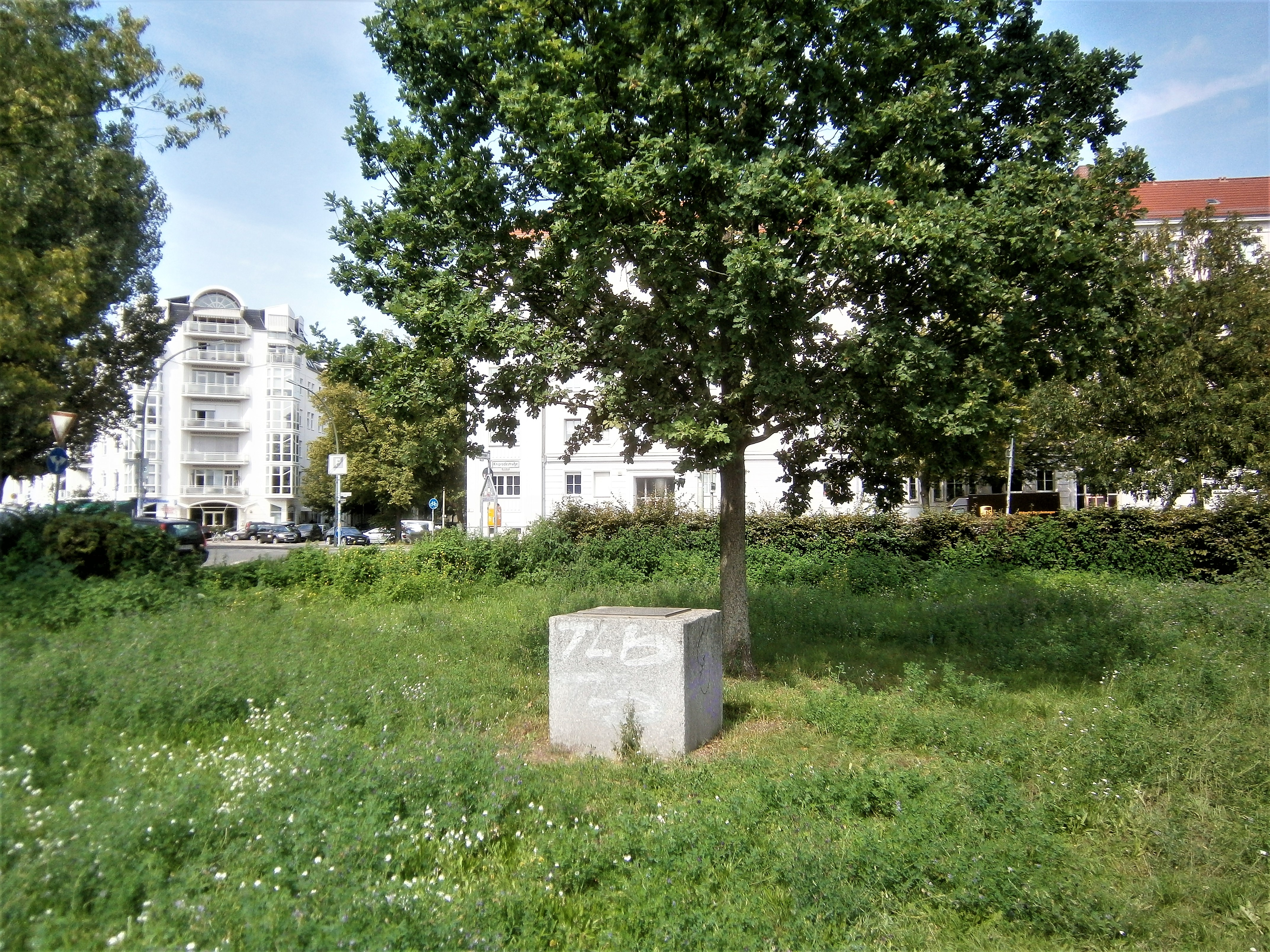
Gustav-Meyer-Eiche
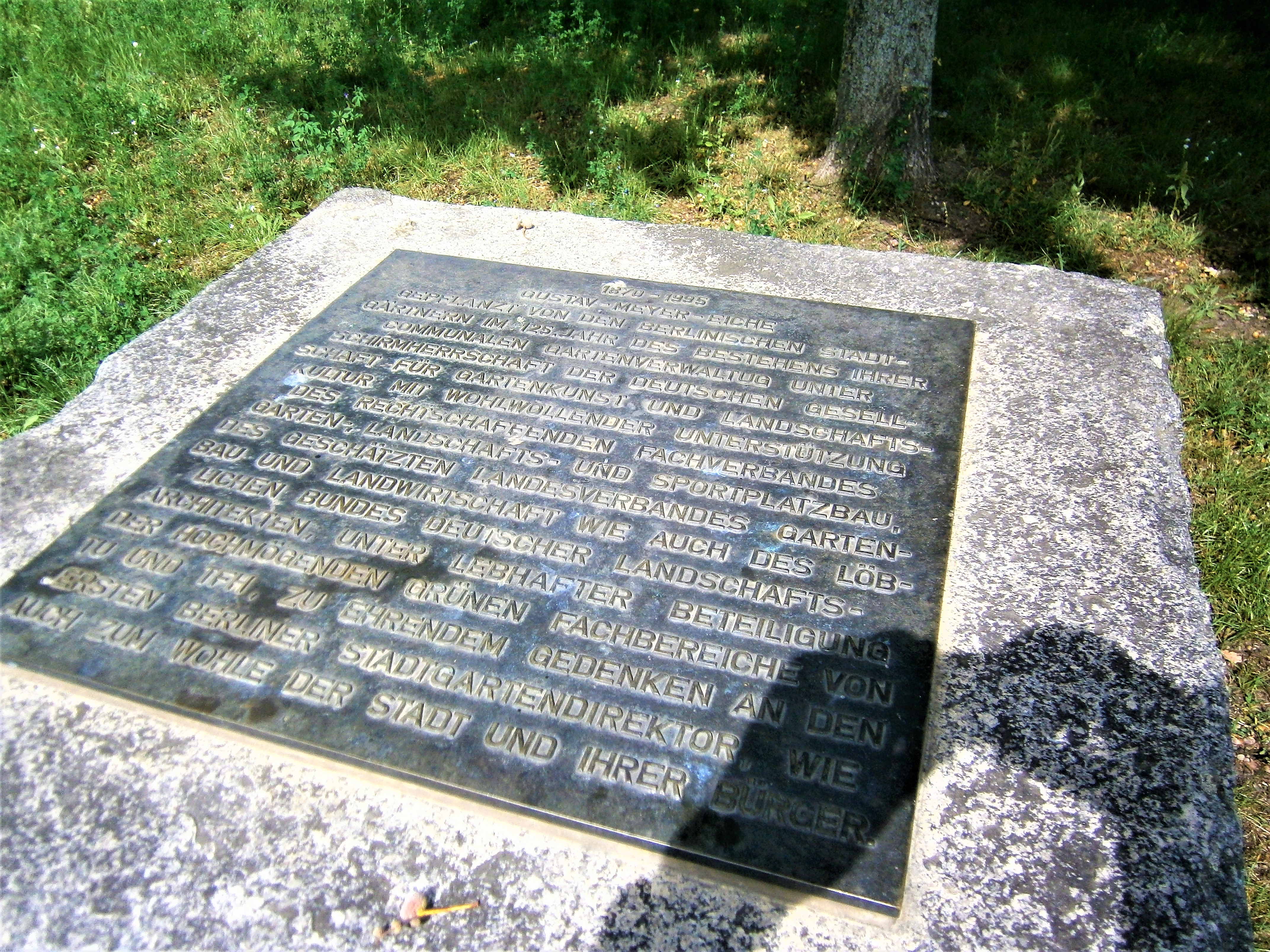
Erinnerungsplatte zur Meyer-Eiche
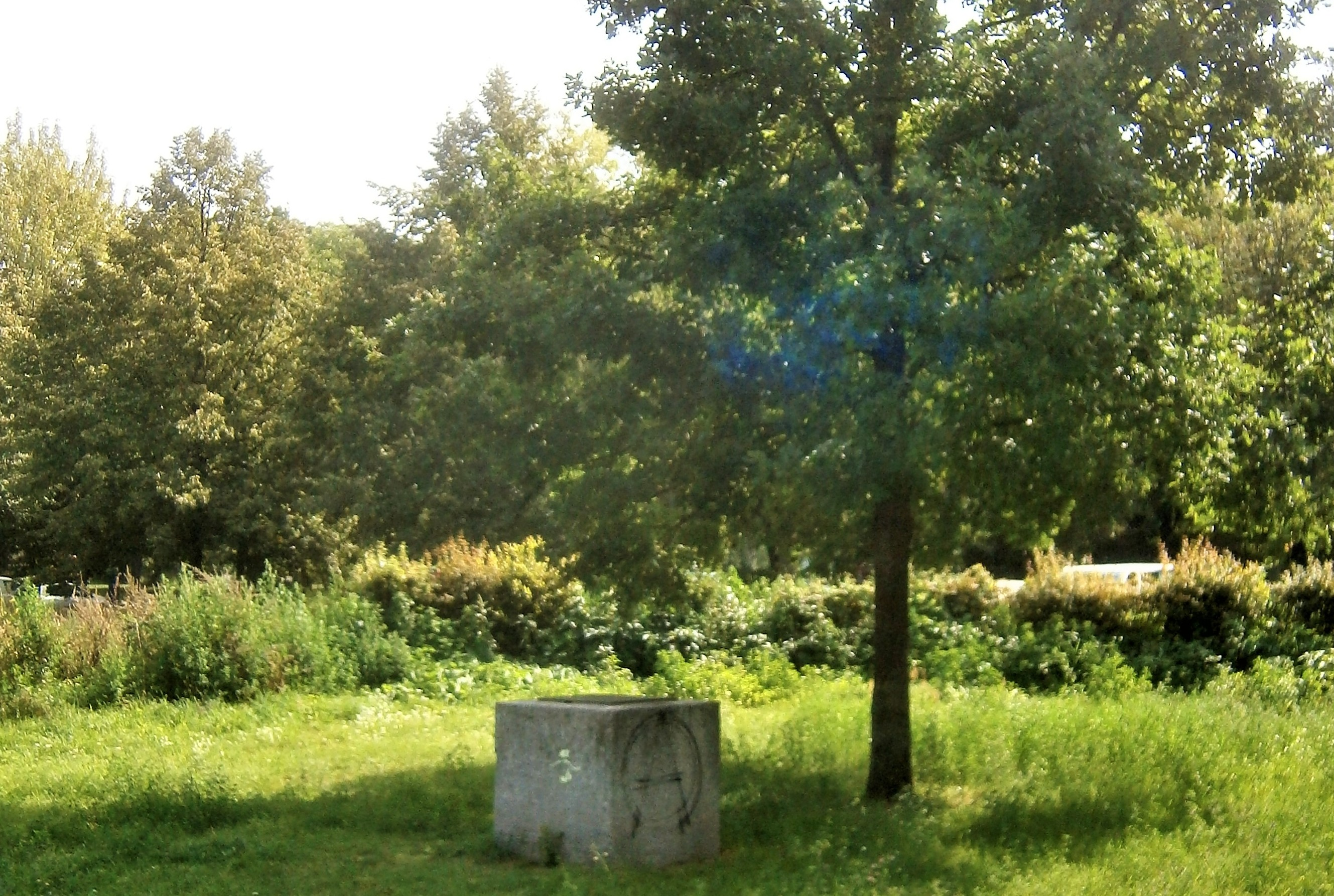
Peter-Joseph-Lenné-Eiche
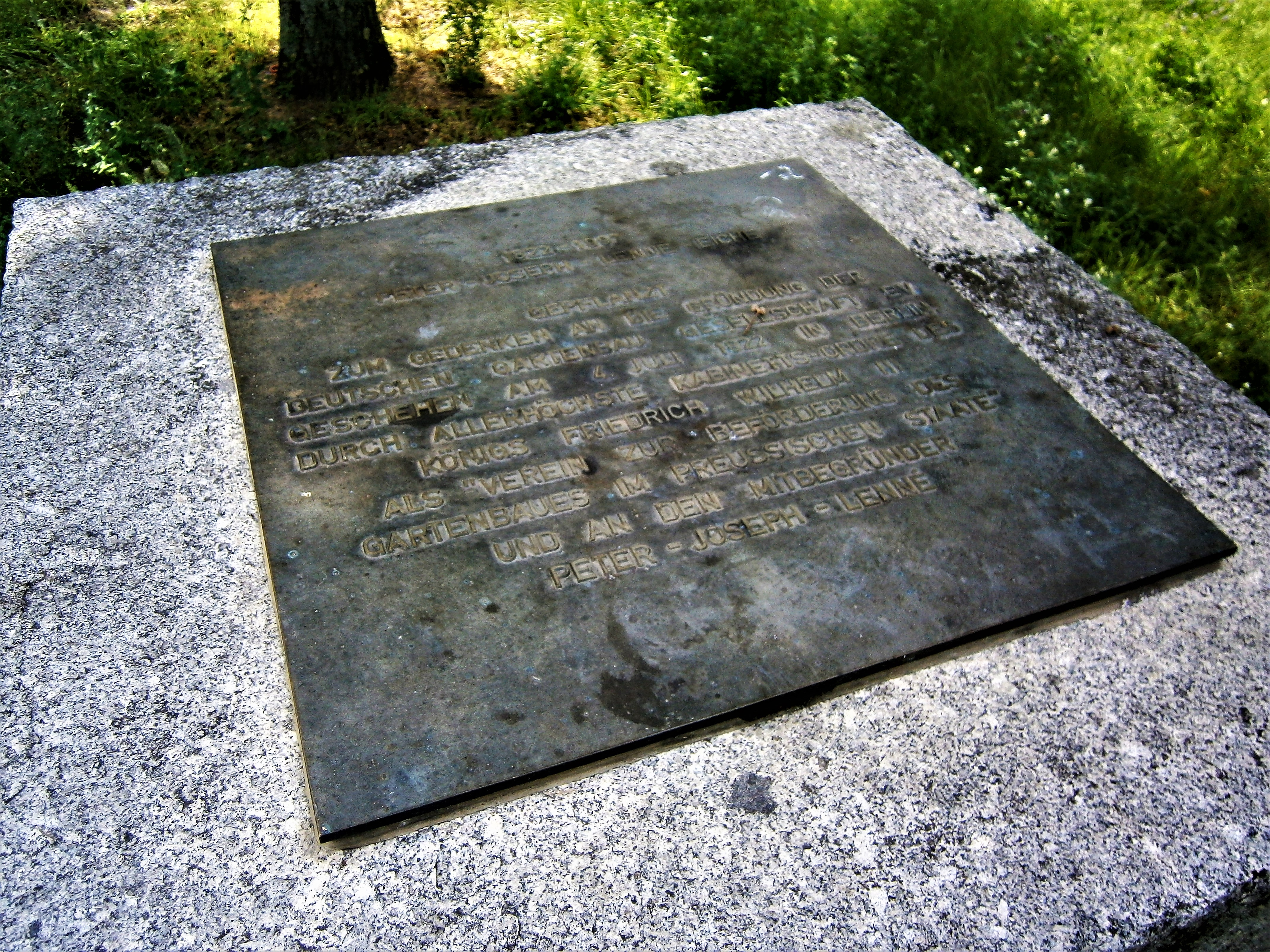
Erinnerungsplatte zur Lenné-Eiche

Nach Abschluss aller Umgestaltungsmaßnahemn ist die Aufstellung weiterer Stelen geplant.